# 盧度世
盧 度世（ろ たくせい、419年 - 471年）は、北魏の官僚。字は子遷。本貫は范陽郡涿県。

## 経歴
盧玄の子として生まれた。中書学生となり、東宮での選抜に応じた。弱冠にして、従兄の盧遐とともに学問と素行で時流に重んじられた。
450年（太平真君11年）、国史事件により崔浩が処刑されると、度世は官を捨てて逃亡し、高陽の鄭羆の家に匿われた。鄭羆の長子が捕らえられて拷問を受け、その体を火に焼かれたが、口を噤んで白状しなかった。後に度世は弟に鄭羆の妹を妻に迎えさせて、その恩義に報いた。451年（太平真君12年）、太武帝が長江北岸まで遠征軍を進めると、南朝宋の文帝は殿中将軍の黄延年を講和のための使者として送ってきた。このとき太武帝は「盧度世が江南に亡命したのではないか」と訊ねたところ、黄延年は「都下では聞いたことがないので、来てはいないでしょう」と答えた。太武帝が東宮に命じて度世の一族の逃亡者および籍没者に赦令を出すと、度世は出頭した。平城に赴き、中書侍郎に任じられ、固安伯の爵位を嗣いだ。
興安年間、太常卿を兼ね、保太后の父の遼西献王常澄の廟を立て、鎮遠将軍の号を加えられ、爵位を侯に進めた。460年（和平元年）、散騎侍郎に任じられ、南朝宋に対する使者として立った。宋の侍中の柳元景と面会して、度世は粗相を犯した。帰国すると、弾劾を受けて拘禁され、年を経て釈放された。仮節・鎮遠将軍・斉州刺史に任じられた。斉州は南北朝の国境にあって、攻防を繰り返した土地であったが、度世が州の兵権を掌握し、南の捕虜を帰国させると、国境地帯は一時の平穏をみた。後に事件に連座して獄に繋がれ、長らくして郷里に帰った。まもなく召還されて平城に赴き、平東将軍・青州刺史に任じられたが、赴任する前に病にかかった。471年（延興元年）、死去した。享年は53。諡は恵侯といった。

## 子女
- 盧淵
- 盧敏（字は仲通、小字は紅崖、太和初年に議郎となったが、早逝した）
- 盧昶
- 盧尚之（463年 - 524年、字は季儒、小字は羨夏、太和年間に議郎、趙郡王征東諮議参軍、後に太尉主簿、司徒属、范陽郡太守、章武内史兼司徒右長史、冠軍将軍・司徒左長史、前将軍・済州刺史、光禄大夫）
- 女（陸麗の子の陸定国にとつぎ、陸昕之を生んだ）

## 伝記資料
- 『魏書』巻47 列伝第35
- 『北史』巻30 列伝第18